# Noppenspitz
Noppenspitz är en bergstopp i Österrike.   Den ligger i distriktet Reutte och förbundslandet Tyrolen, i den västra delen av landet, 500 km väster om huvudstaden Wien. Toppen på Noppenspitz är 2 596 meter över havet, eller 178 meter över den omgivande terrängen. Bredden vid basen är 0,62 km.
Terrängen runt Noppenspitz är huvudsakligen bergig. Runt Noppenspitz är det ganska glesbefolkat, med 26 invånare per kvadratkilometer.. Närmaste större samhälle är Tannheim, 18,4 km norr om Noppenspitz. 
I omgivningarna runt Noppenspitz växer i huvudsak barrskog.